# William Eythe
William Eythe est un acteur américain né le 7 avril 1918 à Mars, Pennsylvanie (États-Unis), décédé le 26 janvier 1957 à Los Angeles (Californie).

## Biographie
Fils d'un entrepreneur, Eythe développa un intérêt précoce pour le théâtre après avoir paru dans une pièce de théâtre à l'école primaire, il créa ses propres spectacles en tant que producteur et réalisateur au niveau amateur.
Après le lycée, il s'est inscrit à l'École d'art dramatique au Carnegie Tech, où il s'est d'abord concentré sur la conception du jeu et des costumes en raison de son problème de bégaiement (qu'il dut corriger au même endroit). Il a également produit certaines comédies musicales de l'école dans laquelle il a également écrit les chansons.
Diplômé de l'université en 1941, il a commencé à s'intéresser au théâtre professionnel et a commencé à se mêler à des comédies musicales et revues à l'époque où il vivait à Pittsburgh. Il est apparu à la radio sous forme de publicité en tant qu'annonceur durant son parcours. Après une tentative de former sa propre compagnie de théâtre qui échoua lamentablement, il fut repéré par un chercheur de talents de la 20th Century-Fox lorsqu'il joua la pièce de Broadway The Moon Is Down, pièce qui fut déménagée et dut être interrompue à l'été 1942.
Eythe est décédé de maladies du foie (hépatite) à Los Angeles en 1957, à l'âge de 38 ans.
Selon Altfilm Guide, William Eythe sous contrat de la Fox avait une relation de longue date avec son compatriote l'acteur Lon McCallister. Eythe avait la réputation d'être « difficile » lors de sa relation professionnelle troublée avec le mogul[Quoi ?] de la Fox Darryl F. Zanuck. En 1947 ayant des acteurs tels que Tyrone Power, Victor Mature, Gregory Peck et Dana Andrews et autres acteurs revenant du service de guerre et étant sur la masse salariale du studio de la Fox, Zanuck rompit le lien avec l'acteur récalcitrant, William Eythe.

## Filmographie
Son film L'Étrange incident (The Ox-Bow Incident)  (1943) fut l'un de ses films de série C.  Plusieurs films de qualité ont suivi  avec Le Chant de Bernadette (The Song of Bernadette)  (1943) et Le Président Wilson  (1944 ) bien qu'ils n'aient pas eu beaucoup de chance de devenir populaires et briller. il a reçu ses meilleurs rôles comme le soldat de la Seconde Guerre mondiale qui avait des capacités télépathiques dans Le Porte-avions X (Wing and a Prayer)  (1944), Scandale à la cour (A Royal Scandal) (1945) et La Maison de la 92e Rue (The House on 92nd Street) (1945). 
Lorsque la star Tyrone Power a refusé le rôle principal face à Tallulah Bankhead, Eythe a hérité du rôle dans Scandale à la cour (A Royal Scandal) (1945) . Naturellement, le cabotinage de l'actrice photogénique a dominé la procédure cinématographique et Eythe a dû malheureusement être complètement négligé durant le film.
Ceci est également arrivé dans d'autres films alors qu'il avait un talent de chanteur et de danseur.
Le seul film musical qu'il ait pu bien paraître fut dans Quadrille d'amour (1946)  un film américain en Technicolor réalisé par Otto Preminger, le film est une réponse du studio Twentieth Century Fox à l'immense succès remporté, un an plus tôt, par le film musical Le Chant du Missouri de la Metro-Goldwyn-Mayer.

### Cinéma
- 1943 : L'Étrange incident (The Ox-Bow Incident) : Gerald Tetley
- 1943 : Le Chant de Bernadette (The Song of Bernadette) : Antoine Nicolau
- 1944 : The Eve of St. Mark : Pvt. Quiz West
- 1944 : Le Porte-avions X (Wing and a Prayer) : Ensign Hallam 'Oscar' Scott
- 1944 : Le Président Wilson (Wilson) d'Henry King : George Felton
- 1945 : Scandale à la cour (A Royal Scandal) : Lt. Alexei Chernoff
- 1945 : La Maison de la 92e Rue (The House on 92nd Street) : Bill Dietrich
- 1946 : Colonel Effingham's Raid : Albert 'Al' Marbury
- 1946 : Quadrille d'amour : Ben Phelps
- 1947 : Meet Me at Dawn : Charles Morton
- 1948 : Mr. Reckless : Jeff Lundy
- 1949 : Special Agent : Johnny Douglas
- 1950 : Customs Agent : Bert Stewart